# Jama pęcherzyka jajnikowego
Jama pęcherzyka jajnikowego (łac. antrum follicularum) – przestrzeń międzykomórkowa powstająca w czasie rozwoju pęcherzyka jajnikowego wśród komórek warstwy ziarnistej. Jest położona ekscentrycznie, wypełniona płynem produkowanym przez komórki warstwy ziarnistej (płyn pęcherzykowy). Szybko powiększająca się jama spycha oocyt w stronę obwodowej części pęcherzyka oraz rozdziela komórki warstwy ziarnistej na dwie grupy. Pierwsza grupa komórek wyściela pęcherzyk od wewnątrz i otaczającą jamkę, druga tworzy wokół oocytu wieniec promienisty.